# Nicolas de Bonneville

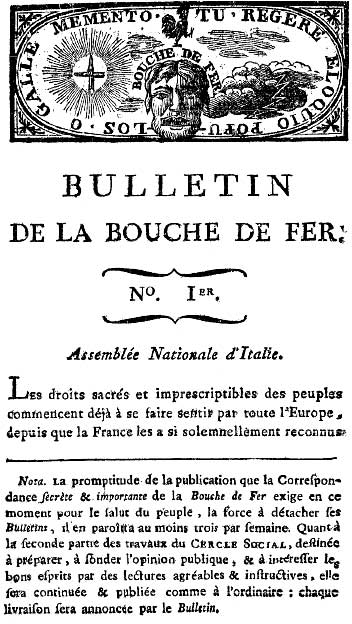
Titelpagina van tijdschrift La Bouche de Fer van de Bonneville

Nicolas de Bonneville (Évreux, 13 maart 1760 - Parijs, 9 november 1828) was een Frans publicist en letterkundige. Hij was een leerling van de mysticus en martinist Louis-Claude de Saint-Martin.
Deze mysticus leefde ten tijde van de Franse Revolutie.
Zowel zijn werken als die van zijn leermeester Saint-Martin werden afgebroken in de werken van Charles de Suze.

## Werken
- La poésies de Nicolas Bonneville, Paris, Imprimerie du Cercle social, 1976, 1793
- De l'esprit des religions. Ouvrage promis et nécessaire à la Confédération universelle des amis de la vérité, Paris, Impr. du Cercle social, 1792
- Histoire de l'Europe moderne. Depuis l'irruption des peuples du Nord dans l'empire Romain, jusqu'à la paix de 1783, 3 vol. Paris ; Genève, [s.n.], 1789-1792
- La maçonnerie écossaise, Nîmes : C. Lacour, 1788, 1998
- Le Tribun du peuple, ou, Recueil des lettres de quelques électeurs de Paris avant la Révolution de 1789 Paris, Impr. du Cercle social, 1789
- Le Vieux tribun du peuple, Paris, Imprimerie du Cercle Social, 1793
- Les Jésuites chassés de la maçonnerie, et leur poignard brisé par les maçons, Paris, C. Volland, 1788 (vert.: Jesuiten verdreven uit de Vrijmetselarij)
- Lettre de Nicolas de Bonneville, avocat au Parlement de Paris, à Mr. le Marquis de Condorcet, Londres : J. Rovinson, 1976, 1787
- L'hymne des combats : hommage aux armées de la république, Paris, Imprimerie-Librairie du Cercle social, 1976, 1797
- Nicolas Bonneville, électeur du département de Paris aux véritables amis de la liberté, Paris, Impr. du Cercle social, 1976, 1791

## Tijdschrift
- La Bouche de Fer (in samenwerking met Claude Fauchet) (1790)